# Gazprom
PAO Gazprom (en español: Sociedad anónima "Gazprom"; en alfabeto cirílico: Публичное акционерное общество "Газпром"; romanización: Publíchnoye aktsionérnoye óbschestvo "Gazprom") es la mayor compañía de Rusia. Es una empresa gasista fundada en 1989 durante el periodo soviético y controlada actualmente por el Estado ruso, aunque su manejo económico y empresarial es el de una empresa privada. Tiene 456 000 empleados (2017 según Forbes) y ventas anuales por más de 164 000 millones de dólares (2015). En producción de combustibles de origen petrolífero, era la segunda mayor empresa del mundo en 2021.
Controla el 15 % de las reservas mundiales de gas y una considerable cantidad de las de petróleo. Adicionalmente, el 6 % de la compañía es propiedad de firmas alemanas. La investigación de 2019 indica que Gazprom, con emisiones de 43.23 mil millones de toneladas de CO2 equivalente desde 1965, fue la tercera compañía de emisiones más altas del mundo durante este período.
Gazprom exporta gas natural a Europa pasando por gasoductos en países como Ucrania (donde posee dos oleoductos).
Gazprom da nombre al rascacielos más alto de Rusia (su sede en San Petersburgo, el Centro Lajta) y uno de los principales de Europa.
En el 2008, la compañía extrajo 549,7 mil millones de metros cúbicos de gas natural, que asciende al 17 % de la producción de gas mundial. Además, la empresa produjo 32 millones de toneladas de petróleo y 10,9 millones de toneladas de condensado de gas. Las actividades de Gazprom representaron el 10 % del producto interior bruto de Rusia en 2008.
La mayor parte de los campos de producción de Gazprom se encuentran alrededor del golfo del Obi, en Yamalia-Nenetsia, Siberia Occidental, y se espera que la península de Yamal represente para la empresa la principal región de producción en el futuro. Gazprom posee el mayor sistema de transporte de gas en el mundo, con 158 200 kilómetros de líneas de gas. Los principales proyectos de gasoductos incluyen Nord Stream y South Stream. Fuera de sector gasífero, tiene negocios en el sector bancario a través de su filial Gazprombank, intereses en el sector petrolero con Gazprom Neft, la aerolínea Gazpromavia, el canal de televisión NTV y el periódico Izvestia, todos conformando Gazprom Holding.
En el ámbito deportivo, la empresa es patrocinador de los clubes de fútbol FC Zenit San Petersburgo en Rusia (del cual es propietario desde 2005, junto a su Estadio Krestovski y a la sociedad deportiva Zenit), y del Estrella Roja de Belgrado de Serbia; así como desde 2016 del equipo ruso Gazprom-RusVelo, de categoría Profesional Continental. Entre 2012 y 2022, pasó a convertirse en uno de los patrocinadores oficiales de la UEFA Champions League y, a finales de 2014, se convierte en uno de los socios oficiales de la FIFA. Estos patrocinios, junto a los que tenía con el FC Schalke 04 en Alemania y el Chelsea FC de Inglaterra, quedaron revocados tras la guerra entre Rusia y Ucrania en febrero de 2022.

## Los ingresos colapsaron en 2023
Tras la invasión rusa de Ucrania en febrero de 2022, la amenaza de Rusia de reducir el suministro de gas a Europa puso en riesgo el mercado de exportación de Gazprom. Cuando se implementó, las exportaciones de Gazprom cayeron de los 185 bcm alcanzados en 2021 a 100 bcm en 2022 y disminuyeron aún más en 2023. Los ingresos de Gazprom, que inicialmente se mantuvieron gracias a los altos precios, colapsaron en 2023, lo que resultó en pérdidas comerciales y la necesidad de aumentar el precio en el mercado doméstico en un 34 % a lo largo de tres años. Además, Gazprom se ha expuesto a reclamaciones de compensación por incumplimiento en el suministro de gas en contratos a largo plazo.